# Épinal
Épinal är en stad och kommun i departementet Vosges i Lorraine. Kommunen är chef-lieu över 2 kantoner som tillhör arrondissementet Épinal. År 2022 hade Épinal 32 296 invånare.
Staden ligger vid floden Mosel, ungefär 6 mil söder om Nancy. Épinal är préfecture för departementet Vosges.
Musée de l'image är ägnat de litografiska färgtryck, som staden är känd för.
I det befästningssystem som byggdes efter Fransk-tyska kriget längs den då nya fransk-tyska gränsen och som kallas Séré de Rivières-systemet efter sin tillskyndare Raymond-Adolphe Séré de Rivières valdes Épinal ut att bli en befäst plats (Place fortifié)
Sociologen Émile Durkheim föddes i Épinal 1858.

## Befolkningsutveckling
Antalet invånare i kommunen Épinal
| Referens: INSEE |